# Abdul Kader Kardaghli
Abdul Kader Kardaghli (en árabe: عبد القادر كردغلي‎; Lattakia, Siria; 1 de enero de 1961) es un exfutbolista de Siria que jugaba en la posición de centrocampista.

## Carrera

### Club
| Periodo   | Club        |
| --------- | ----------- |
| 1979–1985 | Tishreen SC |
| 1985–1988 | Al-Jaish SC |
| 1988      | Jableh SC   |
| 1988–1996 | Tishreen SC |

### Selección nacional
Jugó para Siria en 70 partidos entre 1982 y 1993 anotando 12 goles, participó en dos ediciones de la Copa Asiática, ganó la medalla de oro en los Juegos Mediterráneos de 1987 y finalista de la Copa de Naciones Árabe 1988.

## Logros

### Club
- Syrian League (3): 1982, 1985, 1986.
- Syrian Cup (1): 1986.

### Selección nacional
- Juegos Mediterráneos (1): 1987.

### Individual
- Goleador de la Syrian League en 1984.
- Mejor jugador de la Copa de Naciones Árabe 1988.
- Mejor futbolista sirio del siglo.